# La wan
La wan - woskowa kula, wewnątrz której umieszczano wiadomości zapisane na bardzo cienkim jedwabiu w celu ich ukrycia. Następnie la wan była przekazywana do odbiorcy przez posłańca. 
Wiadomości w takiej formie po raz pierwszy pojawiły się w Chinach. La wan jest uważana za pierwowzór technik steganografii.